# Reninca
Reninca (Puurs, 13 september 1923 – Oostende, 25 februari 2025) was het pseudoniem van de rooms-katholieke Vlaamse dichteres Renée Hendrik Louise Lauwers. Reninca staat voor renata in caritate; "herboren in liefde".

## Levensloop
Reninca werd geboren als dochter van onderwijzer Pieter Lauwers, die na de Tweede Wereldoorlog valselijk van collaboratie werd beschuldigd en door een opgehitste menigte in 1944 zijn huis en goederen verloor. Zijn kinderen werden daarbij samen met hun moeder eerst drie maanden geïnterneerd in het Fort van Breendonk, alvorens ze in oktober 1944 van hun moeder (die elders werd opgesloten) werden gescheiden en via diverse pleeggezinnen uiteindelijk pas een tijd later weer bij hun ouders konden terugkeren. Het huis van het gezin was ondertussen geplunderd en het gezin had als gevolg van alle beschimpingen, die al tijdens de oorlog waren begonnen, ook veel psychische schade geleden.
Renée studeerde in de oorlog aan de Antwerpse Katholieke Vlaamse Hogeschool. Haar debuut volgde op 22-jarige leeftijd (in 1945) met proza waarin aforismen en religieus-wijsgerige meditaties een belangrijke rol speelden. Haar debuut werd zeer goed ontvangen en ze werd op basis van haar werk aangeduid als 'zeer begaafd'. Ook haar latere werken zijn mystiek geïnspireerd en worden veelal gemotiveerd vanuit het 'menselijk tekort' en de goddelijke liefde die ertegenover is geplaatst. Deze poëzie is veelal abstract van aard. Soms trok ze ook Vlaams-nationalistisch van leer tegen de verdeeldheid en 'lafheid' die bij Vlamingen en Vlaamsgezinden volgens haar bestond, zoals blijkt uit een hekeldicht uit 1949:
Daar is geen klank, daar is geen kleur 
 aan dit verward en hol gezeur 
 dat uit uw huis verloren dwaalt, 
 ik wéét het niet, waarom gij maalt! 
 Gij zijt niet trots, gij zijt niet schoon 
 gij zijt geen zelfbewuste zoon, 
 want razen doet g' en legt de kaart 
 over een vrouw die niet meer baart! 
 Is Vlaandren dood, gij deedt de moord, 
 gij waart niet één, gij hadt geen woord... 
 Ach stik in uw lamlendigheid, 
 of wees een man, die Vlaming zijt!
Daarnaast trok ze fel van leer tegen de "nachtridders" (bedenkelijke weerstanders) die tijdens de oorlog huizen van (onterecht) verdachte collaborateurs besmeurden met hakenkruisen. Zelf had ze ook last van de verdachtmakingen; alvorens haar vader in 1948 in ere werd hersteld, deed de gemeente Bonheiden in 1947 moeilijk over een uitreisvisum naar Rome.
Na 1960 is (op een kleine uitzondering na) geen werk meer van haar verschenen en heeft ze verder teruggetrokken geleefd.
Ze was getrouwd met de hoogleraar Stephane Cambien (1925-1988), stichter en voorzitter van de 'École d'Administratíon des Affaires' bij de Universiteit van Rijsel.
Reninca overleed op 25 februari 2025 in Oostende, op 101-jarige leeftijd. Na de kerkelijke uitvaartdienst op 4 maart 2025, kreeg ze haar laatste rustplaats op de begraafplaats De Warande in Gistel.

## Werken
- Wassend getij, Tielt, Lannoo, 1945, herdr. in 1949.
- Zaad in den wind, Tielt, Lannoo,  1945, herdr. in 1953.
- Brandend heden, Tielt, Lannoo, 1947.
- Een lied der mensheid, Tielt, Lannoo, 1949.
- Adem der aarde, Tielt, Lannoo, 1950, herdr. in 1952 & 1954.
- Missa est, vertaling van een werk door Daniel Rops, Brussel, Elsevier, 1957.
- Bloemen voor nieuwjaar, Tielt, Lannoo, 1958.
- Beschavingen, wij rapen u als schelpen, Tielt, Lannoo, 1960.
- Openbaar geheim, bibliofiele uitgave, Antwerpen, Panter Pers, 1993.

## Uitspraken
- "De grootste intimiteit van de mens is die van het lijden."
- "De leugen is het schild van de lafaard."
- "Hoe meer je weet, hoe meer je zwijgt." (Zaad in den wind)